# The Perils of Pauline (1947)
The Perils of Pauline (bra: Minha Vida e Meus Amores) é um filme estadunidense de 1947, do gênero comédia, dirigido por George Marshall e estrelado por Betty Hutton e John Lund. O roteiro romanceia a biografia da atriz Pearl White, que reinou em Hollywood na era do cinema mudo, e ficou famosa pelos seriados que estrelou entre 1914 e 1920, o primeiro deles com o mesmo título deste filme. Um recurso inteligente da produção foi utilizar diversos atores veteranos, contemporâneos de White, entre eles Chester Conklin, William Farnum, James Finlayson e Francis McDonald.
Frank Loesser compôs elogiadas músicas para o filme, com destaque para "Poppa, Don't Preach to Me", a clássica "The Sewing Machine" e "I Wish I Didn't Love You So", indicada ao Oscar de Melhor Canção.
Segundo Ken Wlaschin, este é um dos dez melhores filmes de Betty Hutton.

## Sinopse
Em 1910, depois de trabalhar em uma loja de roupas, Pearl White entra para a The Farrington Players, uma companhia de teatro, liderada por Mike Farrington, com quem passa a se relacionar. Após subir vários degraus, ela tem a chance de ir para Hollywood e estrelar os seriados baratos que os estúdios produziam às dezenas naquela época. Ela se torna a rainha deles, enquanto sua vida com Mike segue com altos e baixos. Quando o gênero entra em declínio no final da Primeira Guerra Mundial, Pearl inicia nova fase da carreira em Paris. Mike, a essa altura um sucesso na Broadway, vai a seu encontro.

## Elenco
| Ator/Atriz        | Personagem                           |
| ----------------- | ------------------------------------ |
| Betty Hutton      | Pearl White                          |
| John Lund         | Mike Farrington                      |
| Billy De Wolfe    | Timmy Timmons                        |
| William Demarest  | George McGuire                       |
| Constance Collier | Julia Gibbs                          |
| Frank Faylen      | Joe Gurt                             |
| William Farnum    | Herói do saloon                      |
| Chester Conklin   | Cômico                               |
| Frank Finlayson   | Cômico                               |
| Francis McDonald  | Bandido no saloon                    |
| Jean Acker        | Telefonista                          |
| Creighton Hale    | Não creditado                        |
| Franklyn Farnum   | Frei John no Show (não creditado)    |
| Stuart Holmes     | Membro da audiência (não creditado)  |
| Rex Lease         | Repórter (não creditado)             |
| Max Asher         | Cômico (não creditado)               |
| Frank Mayo        | Repórter na recepção (não-creditado) |

## Principais premiações
| Prêmio | Categoria     | Situação                    |
| ------ | ------------- | --------------------------- |
| Oscar  | Melhor Canção | Indicado[carece de fontes?] |